# Deinostigma cycnostyla
Deinostigma cycnostyla là một loài thực vật có hoa trong họ Tai voi. Loài này được B.L.Burtt mô tả khoa học đầu tiên năm 1960 dưới danh pháp Chirita cycnostyla. Năm 2011, Weber et al. chuyển nó sang chi Primulina với danh pháp Primulina cycnostyla. Năm 2016, Möller et al. chuyển nó sang chi Deinostigma.
Loài này được tìm thấy trong khu vực Bà Nà Hills ở Đà Nẵng, ở độ cao 1.000-1.500 m.